# Cahide Sonku

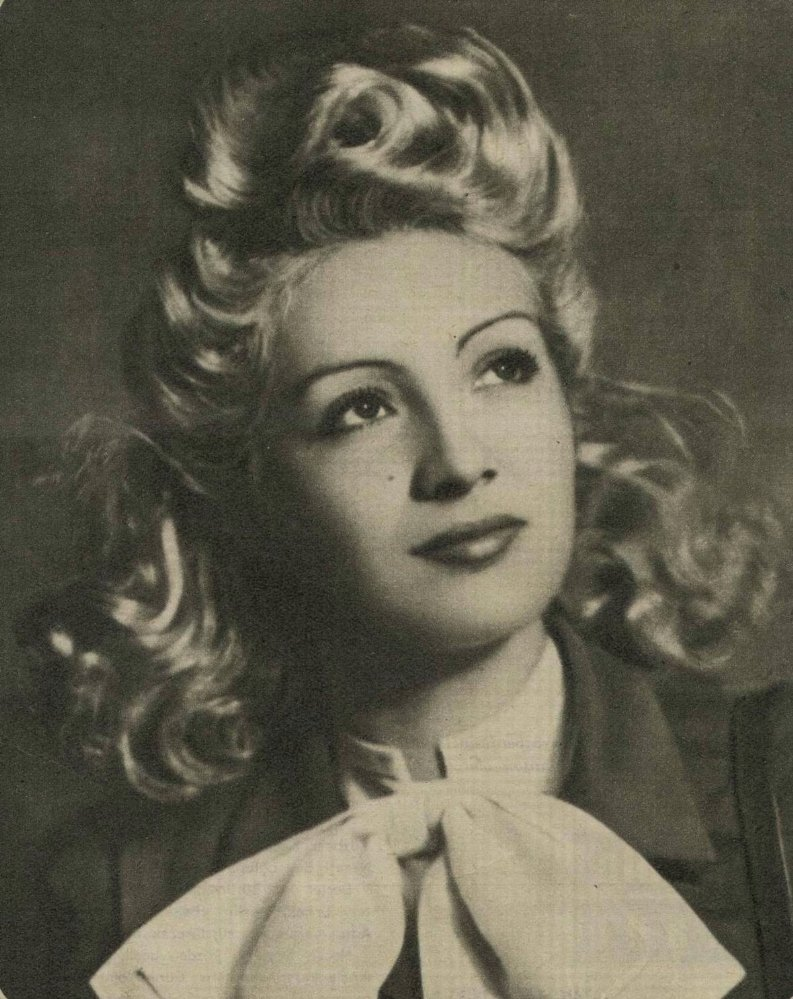
Cahide Sonku in de film 'Sehvet Kurbani' (1940)

Cahide Sonku, geboren als Cahide Serap, (Sanaa, 1916 – Istanboel, 18 maart 1981) was een Turkse film- en toneelactrice. Tevens was ze de eerste vrouwelijke filmregisseur en filmproducent van Turkije.

## Levensloop
Na de scheiding van haar ouders verhuisde Sonku met haar moeder naar Istanboel. Ze trouwde drie keer; al haar huwelijken eindigden met een scheiding. In 1953 kreeg ze een dochter.

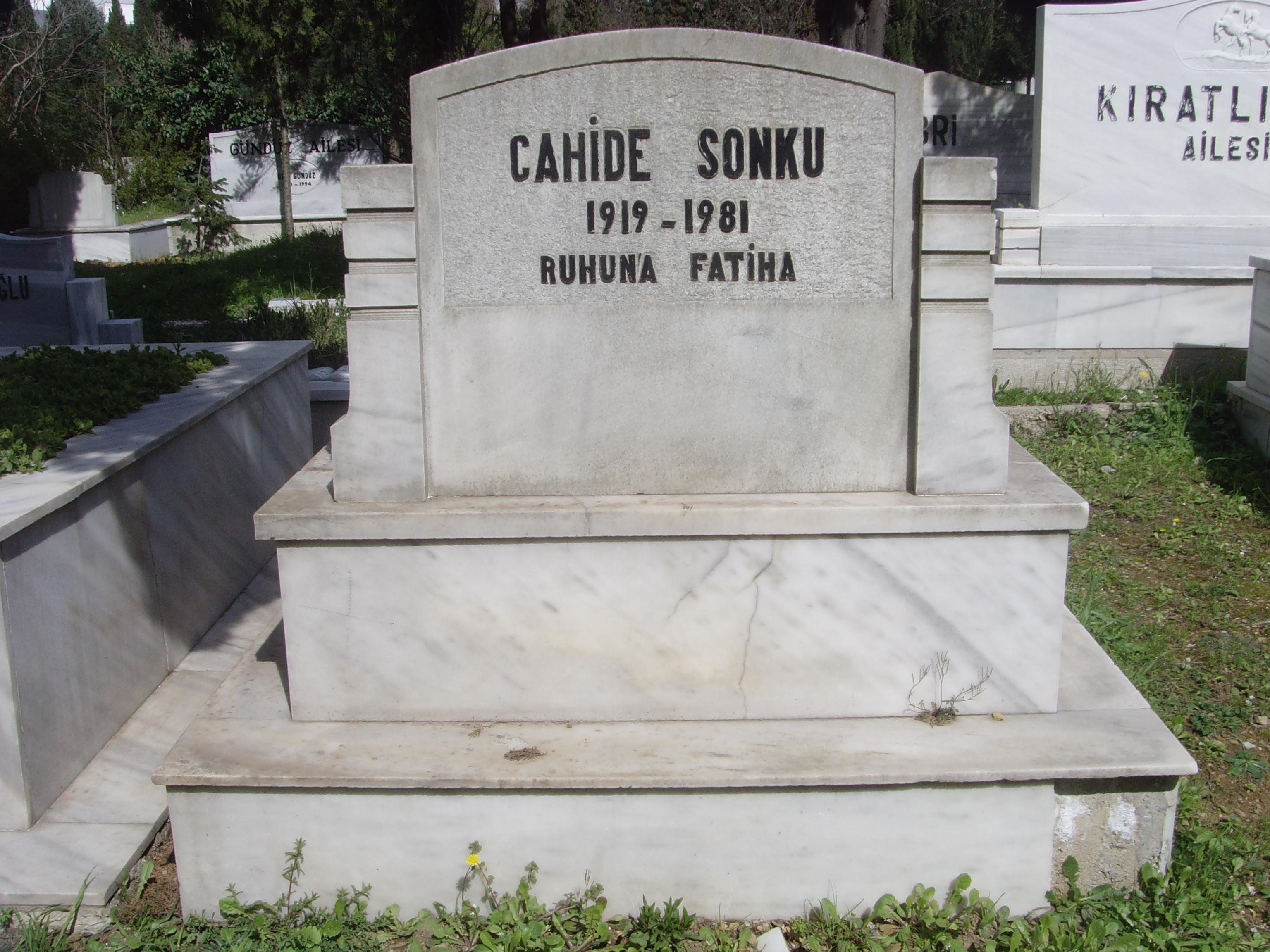
Grafsteen van Cahide Sonku in Istanbul

Aan het eind van haar leven raakte ze verslaafd aan alcohol en werd hiervoor diverse keren tevergeefs behandeld.

## Carrière
Vanaf 1932 begon ze te acteren op toneel en in 1933 kreeg ze haar eerste filmrol. Zij was een van de protégées van Muhsin Ertuğrul, de belangrijkste toneel- en filmregisseur van die tijd in Turkije. Ze speelde onder andere de hoofdrol in Ertuğrul’s film Aysel Bataklı Damın Kızı (1934); een adaptatie van Selma Lagerlöf’s "Tösen från Stormyrtorpet (De deerne van het hutje in het grote moeras) (1908)"
In Turkije werd ze vaak vergeleken met Marlene Dietrich.
In 1950 richtte ze haar eigen filmproductiemaatschappij op: Sonku Film. In 1963 is haar productiemaatschappij, na een brand, failliet verklaard. Hierna ging het met Sonku’s carrière bergafwaarts.